# Philipp Müller-Gebhard
Philipp Müller-Gebhard (* 15. Oktober 1889 in Heidelberg; † 2. Juli 1970 in Ludwigsburg) war ein deutscher Generalleutnant im Zweiten Weltkrieg.

## Leben
Müller-Gebhard diente als Offizier im Ersten Weltkrieg und erhielt beide Klassen des Eisernen Kreuzes. Nach Ende des Krieges wechselte er 1920 in den Polizeidienst und brachte es dort bis Anfang Januar 1934 zum Oberstleutnant. Am 1. Oktober 1934 erfolgte sein Übertritt in das Heer der Wehrmacht, wo er am 1. April 1936 zum Oberst befördert und am 6. Oktober 1936 Kommandeur des Infanterieregiments 13 wurde, das er bis zum 25. Oktober 1939 führte. Mit der Neuaufstellung der 169. Infanterie-Division beauftragt wurde Müller-Gebhard am 1. Dezember 1939 nach nur drei Tagen im Amt von diesem Kommando wieder abgelöst. Zum Generalmajor wurde er mit Wirkung vom 1. Januar 1940 befördert. Mit dem 6. November 1941 wurde er mit der Führung der 72. Infanterie-Division beauftragt und am 1. Januar 1942 zum Kommandeur ernannt sowie zum Generalleutnant befördert. In dieser Stellung wurde ihm am 3. September 1942 das Ritterkreuz des Eisernen Kreuzes verliehen. Müller-Gebhard war Divisionskommandeur bis zum 1. November 1943, unterbrochen von einer krankheitsbedingten Abwesenheit vom 17. Februar bis 5. Mai 1943. Nach einiger Zeit in der Führerreserve des Heeres und der Verleihung des Deutschen Kreuzes in Gold am 10. Februar 1944, wurde Müller-Gebhard am 15. Februar 1944 Kommandant der Stadt Prag.